# اجبع
اجبع  یک منطقهٔ مسکونی در لبنان است که در استان شمالی لبنان واقع شده‌است.

## خصوصیات
اجبع   ۱٬۱۸۲ متر بالاتر از سطح دریا واقع شده‌است.